# Mistrovství světa v basketbalu žen 2002
14. mistrovství světa  v basketbalu žen proběhlo v dnech 14. – 25. října v Číně.
Na turnaji startovalo šestnáct účastníků, rozdělených do čtyř čtyřčlenných skupin, z nichž první tři týmy postoupily do dvou osmifinálových skupin, týmy z prvního až čtvrtého místa postoupily do play off o medaile. Týmy na pátém a šestém místě hrály vyřazovacím systémem o 9. - 12. místo. Družstva, která v základní skupině skončila na čtvrtém místě, hrála vyřazovacím systémem o 13. - 16. místo. Mistrem světa se stalo družstvo Spojených států.

## Výsledky a tabulky

### Základní skupiny

#### Skupina A
|    |           | AUS   | ESP    | ARG   | JPN    | V | P | Skóre   | B |
| 1. | Austrálie | ***   | 73:58  | 85:53 | 98:53  | 3 | 0 | 256:164 | 6 |
| 2. | Španělsko | 58:73 | ***    | 98:55 | 100:63 | 2 | 1 | 256:191 | 5 |
| 3. | Argentina | 53:85 | 55:98  | ***   | 74:65  | 1 | 2 | 182:248 | 4 |
| 4. | Japonsko  | 53:98 | 63:100 | 65:74 | ***    | 0 | 3 | 181:272 | 3 |

 Argentina -  Japonsko 74:65 (15:23, 38:37, 56:46)
14. září 2002 (19:30) - Wu-čung
 Austrálie -  Španělsko 73:58 (15:13, 37:24, 51:39)
14. září 2002 (21:30) - Wu-čung
 Austrálie -  Argentina 85:53 (20:8, 44:24, 61:37)
15. září 2002 (19:30) - Wu-čung
 Španělsko -  Japonsko 100:63 (23:24, 45:40, 71:53)
15. září 2002 (21:30) - Wu-čung
 Austrálie -  Japonsko 98:53 (22:14, 47:24, 79:42)
16. září 2002 (19:30) - Wu-čung
 Španělsko -  Argentina 97:55 (20:11, 43:25, 72:43)
16. září 2002 (21:30) - Wu-čung

#### Skupina B
|    |            | BRA   | CHN   | YUG   | SEN   | V | P | Skóre   | B |
| 1. | Brazílie   | ***   | 85:73 | 86:75 | 93:52 | 3 | 0 | 264:200 | 6 |
| 2. | Čína       | 73:85 | ***   | 72:65 | 81:63 | 2 | 1 | 226:213 | 5 |
| 3. | Jugoslávie | 75:86 | 65:72 | ***   | 94:66 | 1 | 2 | 234:224 | 4 |
| 4. | Senegal    | 52:93 | 63:81 | 66:94 | ***   | 0 | 3 | 181:268 | 3 |

 Brazílie -  Čína 85:73 (26:13, 46:29, 61:55)
14. září 2002 (19:30) - Tchaj-cchang
 Jugoslávie -  Senegal 94:66 (29:22, 52:37, 65:50)
14. září 2002 (21:30) - Tchaj-cchang
 Čína -  Jugoslávie 72:65 (20:22, 42:46, 60:51)
15. září 2002 (19:30) - Tchaj-cchang
 Brazílie -  Senegal 93:52 (26:8, 47:23, 65:33)
15. září 2002 (21:30) - Tchaj-cchang
 Čína -  Senegal 81:63 (25:13, 48:39, 62:47)
16. září 2002 (19:30) - Tchaj-cchang
 Brazílie -  Jugoslávie 86:75 (20:17, 45:32, 64:54)
16. září 2002 (21:30) - Tchaj-cchang

#### Skupina C
|    |           | USA    | RUS   | LIT    | TAI   | V | P | Skóre   | B |
| 1. | USA       | ***    | 92:52 | 105:45 | 80:39 | 3 | 0 | 277:139 | 6 |
| 2. | Rusko     | 52:92  | ***   | 97:61  | 83:46 | 2 | 1 | 232:199 | 5 |
| 3. | Litva     | 48:105 | 61:97 | ***    | 92:80 | 1 | 2 | 201:282 | 4 |
| 4. | Tchaj-wan | 39:80  | 46:83 | 80:92  | ***   | 0 | 3 | 165:255 | 3 |

 Litva -  Tchaj-wan 92:80 (26:18, 43:35, 71:59)
14. září 2002 (19:30) - Čang-ťia-kang
 USA -  Rusko 89:55 (23:17, 48:28, 69:40)
14. září 2002 (21:30) - Čang-ťia-kang
 Rusko -  Litva 97:61 (27:25, 46:40, 72:48)
15. září 2002 (19:30) - Čang-ťia-kang
 USA -  Tchaj-wan 80:39 (19:12, 42:21, 59:24)
15. září 2002 (21:30) - Čang-ťia-kang
 Rusko -  Tchaj-wan 83:46 (16:18, 41:27, 64:38)
16. září 2002 (19:30) - Čang-ťia-kang
 USA -  Litva 105:48 (32:19, 51:26, 84:40)
16. září 2002 (21:30) - Čang-ťia-kang

#### Skupina D
|    |             | FRA    | KOR    | CUB   | TUN    | V | P | Skóre   | B |
| 1. | Francie     | ***    | 90:80  | 92:61 | 131:35 | 3 | 0 | 313:176 | 6 |
| 2. | Jižní Korea | 80:90  | ***    | 78:71 | 124:70 | 2 | 1 | 282:213 | 5 |
| 3. | Kuba        | 61:92  | 71:78  | ***   | 90:65  | 1 | 2 | 222:235 | 4 |
| 4. | Tunisko     | 35:131 | 70:124 | 65:90 | ***    | 0 | 3 | 170:345 | 3 |

 Jižní Korea -  Tunisko 124:70 (31:14, 65:35, 82:48)
14. září 2002 (19:30) - Changsu
 Francie -  Kuba 92:61 (22:12, 55:32, 74:51)
14. září 2002 (21:30) - Changsu
 Jižní Korea -  Kuba 78:71 (18:21, 41:40, 64:60)
15. září 2002 (19:30) - Changsu
 Francie -  Tunisko 131:35 (31:13, 55:23, 94:26)
15. září 2002 (21:30) - Changsu
 Kuba -  Tunisko 90:65 (31:24, 50:38, 66:51)
16. září 2002 (19:30) - Changsu
 Francie -  Jižní Korea 90:80 (27:24, 49:39, 68:53)
14. září 2002 (21:30) - Changsu

### Osmifinále

#### Skupina A
|    |            | BRA    | AUS    | CHN    | ESP    | YUG    | ARG    | V | P | Skóre   | B  |
| 1. | Brazílie   | ***    | 75:74  | 85:73* | 68:78  | 72:65* | 85:39  | 5 | 1 | 492:391 | 11 |
| 2. | Austrálie  | 74:75  | ***    | 101:72 | 73:58* | 93:82  | 85:53* | 5 | 1 | 524:393 | 11 |
| 3. | Čína       | 73:85* | 72:101 | ***    | 72:59  | 72:65* | 102:55 | 4 | 2 | 472:428 | 10 |
| 4. | Španělsko  | 78:68  | 58:73* | 59:72  | ***    | 81:67  | 98:55* | 4 | 2 | 473:398 | 10 |
| 5. | Jugoslávie | 65:72* | 82:93  | 65:72* | 67:81  | ***    | 83:76  | 2 | 4 | 406:474 | 8  |
| 6. | Argentina  | 39:85  | 53:85* | 55:102 | 55:98* | 76:83  | ***    | 1 | 5 | 352:517 | 7  |

- s hvězdičkou = zápasy ze základní skupiny.

 Austrálie -  Jugoslávie 93:82 (18:19, 46:38, 73:60)
18. září 2002 (15:00) - Su-čou
 Brazílie -  Argentina 85:39 (27:7, 46:19, 62:28)
18. září 2002 (19:30) - Su-čou
 Čína -  Španělsko 72:59 (19:16, 29:24, 46:43)
18. září 2002 (21:30) - Su-čou
 Jugoslávie -  Argentina 83:76 (17:16, 34:33, 69:50)
19. září 2002 (15:00) - Su-čou
 Španělsko -  Brazílie 78:68 (20:19, 42:35, 69:56)
19. září 2002 (19:30) - Su-čou
 Austrálie -  Čína 101:72 (30:23, 56:42, 78:53)
19. září 2002 (21:30) - Su-čou
 Španělsko -  Jugoslávie 81:67 (21:25, 40:44, 66:53)
20. září 2002 (15:00) - Su-čou
 Brazílie -  Austrálie 75:74 (19:21, 33:37, 54:52)
20. září 2002 (19:30) - Su-čou
 Čína -  Argentina 102:55 (32:16, 54:25, 80:39)
20. září 2002 (21:30) - Su-čou

#### Skupina B
|    |             | USA     | RUS    | FRA    | KOR    | LIT     | CUB    | V | P | Skóre   | B  |
| 1. | USA         | ***     | 92:52* | 101:68 | 91:53  | 105:48* | 87:44  | 6 | 0 | 553:307 | 12 |
| 2. | Rusko       | 52:92*  | ***    | 74:59  | 92:47  | 97:61*  | 81:66  | 5 | 1 | 479:371 | 11 |
| 3. | Francie     | 68:101  | 59:74  | ***    | 90:80* | 71:63   | 92:61* | 4 | 2 | 511:414 | 10 |
| 4. | Jižní Korea | 53:91   | 47:92  | 80:90* | ***    | 76:70   | 78:71* | 3 | 3 | 458:484 | 9  |
| 5. | Litva       | 48:105* | 61:97* | 63:71  | 70:76  | ***     | 63:60  | 2 | 4 | 397:489 | 8  |
| 6. | Kuba        | 44:87   | 66:81  | 61:92* | 71:78* | 60:63   | ***    | 1 | 5 | 392:466 | 7  |

- s hvězdičkou = zápasy ze základní skupiny.

 Rusko -  Jižní Korea 92:47 (28:15, 48:19, 69:32)
18. září 2002 (15:00) - Čchang-čou
 USA -  Kuba 87:44 (26:13, 43:23, 65:37)
18. září 2002 (19:30) - Čchang-čou
 Francie -  Litva 71:63 (16:20, 33:35, 52:51)
18. září 2002 (21:30) - Čchang-čou
 USA -  Jižní Korea 91:53 (28:15, 53:33, 78:51)
19. září 2002 (15:00) - Čchang-čou
 Litva -  Kuba 63:60 (17:18, 25:29, 46:42)
19. září 2002 (19:30) - Čchang-čou
 Rusko -  Francie 84:59 (21:23, 42:38, 60:46)
19. září 2002 (21:30) - Čchang-čou
 Jižní Korea -  Litva 76:70 (21:15, 39:28, 56:38)
20. září 2002 (19:30) - Čchang-čou
 Rusko -  Kuba 81:66 (19:19, 38:42, 61:54)
20. září 2002 (19:30) - Čchang-čou
 USA -  Francie 101:68 (27:20, 49:31, 71:51)
20. září 2002 (19:30) - Čchang-čou

### Čtvrtfinále
Jižní Korea -  Brazílie 71:70 (15:15, 35:46, 50:46)
23. září 2002 (13:00) - Nanking
 Rusko -  Čína 86:70 (16:14, 31:44, 60:63)
23. září 2002 (15:15) - Nanking
 USA -  Španělsko 94:55 (24:11, 49:29, 74:42)
23. září 2002 (19:30) - Nanking
 Austrálie -  Francie 78:52 (22:12, 44:26, 62:45)
23. září 2002 (21:30) - Nanking

### Semifinále
Rusko -  Jižní Korea 70:53 (22:14, 44:30, 59:43)
24. září 2002 (19:30) - Nanking
 USA -  Austrálie 71:56 (17:17, 39:29, 56:44)
24. září 2002 (21:30) - Nanking

### Finále
USA -  Rusko 79:74 (25:15, 48:35, 65:55)
25. září 2002 (21:30) - Nanking

### O 3. místo
Austrálie -  Jižní Korea 91:63 (26:18, 46:33, 67:48)
25. září 2002 (19:30) - Nanking

### O 5. - 8. místo
Čína -  Brazílie 81:80 (25:20, 45:38, 58:61)
24. září 2002 (13:00) - Nanking
 Španělsko -  Francie 69:59 (21:16, 36:36, 52:48)
24. září 2002 (15:15) - Nanking

### O 5. místo
Španělsko -  Čína 91:72 (25:14, 49:38, 65:57)
25. září 2002 (15:15) - Nanking

### O 7. místo
Brazílie -  Francie 74:65 (25:16, 47:32, 64:41)
25. září 2002 (13:00) - Nanking

### O 9. - 12. místo
Kuba -  Jugoslávie 76:74 (25:19, 39:40, 58:63)
23. září 2002 (19:30) - Zhenkiang
 Argentina -  Litva 71:65 (24:21, 37:37, 50:51)
23. září 2002 (21:30) - Zhenkiang

### O 9. místo
Kuba -  Argentina 92:71 (20:20, 48:31, 69:53)
24. září 2002 (21:30) - Zhenkiang

### O 11. místo
Litva -  Jugoslávie 83:62 (22:10, 48:26, 67:44)
24. září 2002 (19:30) - Zhenkiang

### O 13. - 16. místo
Japonsko -  Senegal 91:89 (22:20, 43:40, 62:67)
19. září 2002 (19:30) - Chuaj-an
 Tchaj-wan -  Tunisko 107:70 (24:10, 51:34, 79:53)
19. září 2002 (19:30) - Chuaj-an

### O 13. místo
Japonsko -  Tchaj-wan 76:61 (21:13, 34:33, 52:48)
20. září 2002 (21:30) - Chuaj-an

### O 15. místo
Senegal -  Tunisko 87:52 (26:18, 51:33, 66:47)
20. září 2002 (19:30) - Chuaj-an

## Soupisky
1.  USA
| - Dawn Staley - De Lisha Milton - Jennifer Gillom - Katherine Smith | - Lisa Leslieová - Natalie Williams - Shannon Johnson - Sheryl Swoopes | - Suzanne Bird - Tamecka Dixon - Tamika Catchings - Tari Phillips |

2.  Rusko
| - Anna Archipovová - Diana Gustilinová - Jelena Baranovová - Ilona Korstinová | - Julija Skopaová - Irina Osipovová - Marija Kalmykovová - Olga Artěšinová | - Oxana Rachmatulinová - Oxana Zakalužnaja - Taťjana Ščogolevová - Věra Šňukovová |

3.  Austrálie
| - Allison Tranquilli - Hollie Grima - Jae Kingi - Jennifer Whittle | - Kristi Harrower - Laura Summerton - Lauren Jacksonová - Michelle Brogan | - Penelope Taylor - Sandra Bondello - Suzy Batkovic - Trisha Fallon |

4.  Jižní Korea
| - Eun-Ju Lee - Hyun-Hee Hong - Ji Yoon Kim - Jon Ae Lee | - Joo Weon Chun - Jung Eun Park - Kwe-Ryong Kim - Mi-Sun Lee | - Su Min Jung - Sun-Hyoung Jang - Yeong-Ok Kim - Yeon-Há Beon |

5.  Čína
| - Bo Miao - Feifei Sui - Hanlan Zhang - Jianhong Ding | - Lei Ren - Lijie Miao - Luyun Chen - Nan Chen | - Wei Pan - Xiaoli Chen - Xiaoni Zhang - Xiaoyun Song |

6.  Španělsko
| - Amaya Madariaga - Elisabeth Cebrian - Ingrid Molina - Isabel Fernandez | - Laia Altés - Lídia Villar - Maria Pinero - Maria Suarez | - Mariina Ferragut - Marta Alfonso - Matra Farres - Rosaura Lujan |

7.  Brazílie
| - Adriana Santos - Adriana Pinto - Alessandra Oliveira - Cíntia Santos | - Claudia Maria das Neves - Erika de Souza - Helen Luz - Iziane Marques | - Janeth Arcain - Kelly Santos - Micaela Jacintho - Sílvia Luz |

8.  Francie
| - Audrey Sauret - Catherine Melain - Dominique Tonnerre - Edwige Lawson | - Laétitia Moussard - Laure Savasta - Lucienne Berthieu - Nathalie Lesdema | - Nicole Antibe - Sandra Le Dréan - Sandra Dijon - Yannick Souvré |

9.  Kuba
| - Cariola Garcia - Judith Aguila - Licet Castillo - Lisdeivi Victores | - Maria Leon - Milaida Parrado - Milaisy Duany - Taimara Suero | - Yakelyn Plutín - Yamile Martinez - Yulzeny Soria - Zuleira Aties |

10.  Argentina
| - Alejandra Chesta - Andrea Veronica Gale - Erica Sanchez - Gisela Vega | - Laura Nicolini - Laura Falabella - Marcela Paoletta - Maria Alejandra Fernandez | - Natalia Rios - Noelia Mendoza - Vanesa Avaro - Vanesa Pires |

11.  Litva
| - Agne Abromaite - Ausra Naidieniene - Eglé Sulciuté - Irena Baranauskaite | - Iveta Marcauskaite - Lina Brazdeikyte - Lina Dambrauskaite - Iona Nikonovaite | - Rasa Kreivyte - Rasa Zemantauskaite - Sandra Valuzyte - Vita Miklyciute |

12.  Jugoslávie
| - Ana Jokovičová - Biljana Stankovičová - Daliborka Vilipičová - Gordana Kovačevičová | - Hajdana Radunovičová - Ivanka Matičová - Jelena Skerovičová - Lara Mandičová | - Ljubica Drljacaová - Milka Bjelicaová - Monika Veselovskiová - Nataša Andjeličová |

13.  Japonsko
| - Akemi Okazato - Atsuko Watanabe - Hiromi Kawabata - Kaori Kusuda | - Kumiko Yamada - Masami Tachikawa - Mutsuko Nagata - Naomi Yashiro | - Noriko Hamaguchi - Ryoko Yano - Ryoko Horibe - Taeko Oyama |

14.  Tchaj-wan
| - Chi-Wen Lin - Chun-Yi Liu - Feng-Chung Chiang - Hui-Yin Chang | - Hui-Yun Cheng - Pei-Ying Tsai - Pi-Feng Chao - Shiau-Jie Huang | - Wei-Chuan Chien - Ya-Hui Mai - Yi-Ju Chen - Yung-Hsu Chu |

15.  Senegal
| - Astou Ndiaye - Awa Gueye - Bandegne Diop - Bineta Diouf | - Fama Fall - Fatou Balayara - Fatou Ndiaye - Khardiata Diop | - Mboricka Fall - Ndeye Ndiaye - Ndialou Paye - Oumou Dia |

16.  Tunisko
| - Aida Soltani - Faiza Soudani - Fatma Zagrouba - Fatma Barkallah | - Henda Chebli - Imen Othmane - Kaouther Abid - Karima Oueslati | - Maha Chelly - Maherzia Ksouri - Mariem Zbidi - Mouna Khriji |

## Konečné pořadí
| Pořadí           | Tým         | Z | V | P | Skóre   | B  |
| ---------------- | ----------- | - | - | - | ------- | -- |
| Zlatá medaile    | USA         | 9 | 9 | 0 | 797:492 | 18 |
| Stříbrná medaile | Rusko       | 9 | 7 | 2 | 722:570 | 16 |
| Bronzová medaile | Austrálie   | 9 | 7 | 2 | 749:579 | 16 |
| 4.               | Jižní Korea | 9 | 4 | 5 | 645:715 | 13 |
| 5.               | Čína        | 9 | 5 | 4 | 695:685 | 14 |
| 6.               | Španělsko   | 9 | 6 | 3 | 688:623 | 15 |
| 7.               | Brazílie    | 9 | 6 | 3 | 716:608 | 15 |
| 8.               | Francie     | 9 | 4 | 5 | 687:645 | 13 |
| 9.               | Kuba        | 8 | 3 | 5 | 560:611 | 11 |
| 10.              | Argentina   | 8 | 2 | 6 | 494:674 | 10 |
| 11.              | Litva       | 8 | 3 | 5 | 545:622 | 11 |
| 12.              | Jugoslávie  | 8 | 2 | 6 | 602:633 | 10 |
| 13.              | Japonsko    | 5 | 2 | 3 | 348:422 | 7  |
| 14.              | Tchaj-wan   | 5 | 1 | 4 | 333:401 | 6  |
| 15.              | Senegal     | 5 | 1 | 4 | 357:411 | 6  |
| 16.              | Tunisko     | 5 | 0 | 5 | 292:539 | 5  |